# Пиодермия
Пиодерми́я (от др.-греч. πύον — гной и δέρμα — кожа) — гнойное поражение кожи, возникающее в результате внедрения в неё гноеродных кокков и протекающее с образованием покраснения, эксфолиации (шелушение, отслоение), отёков и уплотнений. Одна из наиболее распространённых кожных болезней, поражающая более 111 миллионов детей во всём мире, что делает её одним из трёх наиболее распространённых кожных заболеваний у детей, наряду с чесоткой и грибком.

## Причины возникновения
Может возникнуть первично на здоровой коже или вторично — как осложнение различных, особенно зудящих, заболеваний. Предрасполагающие к образованию пиодермии фактору — мелкие травмы (порезы, уколы, расчёсы), загрязнение кожи, перегревание или переохлаждение её, нарушения функций внутренних органов, центральной нервной системы, обмена веществ, индивидуальная повышенная чувствительность к гноеродной инфекции.

## Виды пиодермии
Различают острые и хронические стафилло- и стрептодермии, которые могут быть ограниченными и распространёнными, поверхностными и глубокими. Возможно одновременное поражение кожи обоими видами кокков — так называемая стрептостафиллодермия.
Для стафиллодермий характерна локализация процесса в области сально-волосяных фолликулов и апокриновых желёз. К этой форме пиодермии относят:
- остиофолликулит (гнойничок размером до чечевицы, расположенный в устье волосяной воронки и пронизанный в центре волосом);
- фолликулит (инфекция проникает в глубь волосяной воронки).

При хроническом течении фолликулита и наличии множественных остиофолликулитов развивается сикоз, фурункул, карбункул, гидраденит — при этом последние три относить к пиодермии некорректно.
Стрептодермии отличаются поверхностным поражением кожи с образованием на ней вначале тонкостенного вялого пузырька с мутным содержимым (фликтена) и венчиком воспаления вокруг. Фликтена засыхает с образованием серозно-гнойной корочки, которая бесследно отпадает.
К острым стрептодермиям относят импетиго, диффузную поверхностную стрептодермию и эктиму (язва, образующаяся под ссохшейся фликтеной).
Хронические стрептодермии — простой лишай лица.
Также существуют околораневые пиодермии, отличающиеся локализацией непосредственно возле раны и являющиеся осложнением раневого процесса. Наиболее часто встречается фолликулит, поражающий участки кожи с волосяным покровом.

## Лечение пиодермии
Специфические средства (стафилло- и стрептококковые вакцины, антифагин, стафилококковый анатоксин, антистафилококковый иммуноглобулин, бактериофаг, антибиотики, сульфаниламиды), неспецифические методы (аутогемотерапия; лактотерапия, витамины); местно — средства и методы, ускоряющие разрешение воспалительных процессов (фукорцин, спиртовой раствор салициловой кислоты, чистый ихтиол, 0,1% гентамициновая мазь, ультрафиолетовое облучение и др.).
Лечение фурункула, карбункула, гидраденита только оперативное с последующим назначением вышеобозначенных консервативных мероприятий. Также может помочь кварцевание поражённых участков тела кварцевой лампой.

## Профилактика
Соблюдение правил личной гигиены, витаминопрофилактики, принятие солнечных ванн.